# Alejandra Maldonado
Alejandra Maldonado Sosa (17 de julio de 1962) es una actriz mexicana.

## Biografía
Alejandra María Maldonado Sosa nació el 17 de julio de 1962 en Monterrey, Nuevo León, México. Se dio a conocer primero en las telenovelas con el papel de Vera en Amor de nadie junto a Lucía Méndez. Condujo el programa de revista Con sello de Mujer junto a la conductora y periodista Arlette Garibay y años más tarde en el "Talk Show" Necesito una amiga, programa de Venevisión International, el cual conducía junto a Fabiola Colmenares.
Regresó en 2000 con la telenovela Golpe bajo compartiendo créditos por segunda vez con Lucía Méndez, a lado de Salvador Pineda y Rogelio Guerra.
Ha sido antagonista en telenovelas como Mi segunda madre, Tengo todo excepto a ti y Contrato de amor.
En 2009 participa en la telenovela Pobre diabla producida por TV Azteca.

## Telenovelas
- Dra. Lucía, un don extraordinario (2023) ... Maya[1]
- Rutas de la vida (2022) ... Enfermera[2]
- El Último Rey (2022) ... Casilda
- Fuego ardiente (2021) ... Dora
- Decisiones: Unos ganan, Otros pierden (2019) ... Madre de Alicia
- Los elegidos (2019) ... Karina Samudio
- La bandida (2019)
- Atrapada (2018)
- Capadocia (2010) ... Lidia
- Pobre diabla (2009) ... Rebecca de Rodríguez
- Contrato de amor (2008) ... Patricia
- Tengo todo excepto a ti (2008) ... Victoria
- Amor sin condiciones (2006) ... Paulina
- Golpe bajo (2000-2001) ... Laura Prado
- Tres destinos (1993) ... Gabriela
- De frente al sol (1992) ... Sara
- Amor de nadie (1990-1991) ... Vera
- Mi segunda madre (1989) ... Irene Montenegro
- Amor en silencio (1988) ... Mayra
- Rosa Salvaje (1987-1988) ... Malena

## Series
- A cada quien su santo (2009)
- Papá soltero (1987) ... Noemí (episodio "Me enamoré de una oportunista")

## Premios y nominaciones

### Premios TVyNovelas
| Año  | Categoría               | Telenovela       | Resultado |
| ---- | ----------------------- | ---------------- | --------- |
| 1992 | Mejor actriz antagónica | Amor de nadie    | Nominada  |
| 1990 | Mejor actriz antagónica | Mi segunda madre | Nominada  |